# راب استارک
راب استارک (انگلیسی: Robb Stark) شخصیتی ساختگی از سری رمان‌های تخیلی ترانه یخ و آتش و اقتباس تلویزیونی آن است. وی بزرگترین پسر ادارد استارک و کتلین تالی، و وارث وینترفل و شمال است. در پی زندانی شدن پدرش به دلیل خیانت، او پرچمدارانش را فراخواند و با سپاهی به سمت جنوب پیش رفت، تا هم پیمانانش در ریورران (Riverrun)، را کمک کند و پدرش را آزاد سازد. پس از اعدام پدرش، از سوی پیروانش پادشاه شمال (King in the North) نام گرفت. او از جانب پیروان و دشمنانش گرگ جوان نیز خطاب می‌شد.
در سریال تلویزیونی، این نقش را ریچارد مدن به عهده دارد.

## ظاهر و شخصیت
ظاهر راب با هیکلی بلند، چشمانی آبی و موی قرمز-قهوه‌ای پُرپُشت، به نیمهٔ تالی‌اش کشیده‌است. او مُوَقر و فِرز است.
در آغاز مجموعه، او پسری چهارده ساله است.
راب با احساسی شدید به شرافت و عدالت، پسر خلف پدرش است. او دلبستگی پدرش به شرافت را دارد و معمولاً توسط دایرولفش، گری ویند (Grey Wind) همراهی می‌شود؛ کسی که او همیشه با خود به نبرد می‌برد.

## تاریخچه
راب در ریورران به دنیا آمد، احتمالاً حاصل شب ازدواج ادارد و کتلین است؛ زیرا ادارد فوراً پس از عروسی به جنگ رفت تا در قیام رابرت بجنگد. پس از بازگشت او از جنگ، کتلین، ند را با رابِ نوزاد، خوشآمد گفت؛ و سپس همگی به وینترفل بازگشتند، جایی که ند به عنوان لرد حکمرانی می‌کرد و راب به عنوان وراث پرورش می‌یافت.
راب در حین بزرگ شدن در وینترفل روابط خوبی با خواهر و برادرهای جوانترش داشت و رقابتی دوستانه با برادر ناتنی و حرامزاده‌اش، جان اسنو (John Snow) شکل داد، کسی که از نظر ظاهری و شخصیتی متفاوت از راب بود.
راب با ملازم پدرش، تیان گریجوی نیز نزدیک بود، کسی که برای راب به عنوان چیزی چون برادری بزرگتر به حساب می‌آمد.